# Skynet 5C
O Skynet 5C é um satélite de comunicação geoestacionário britânico construído pela EADS Astrium, ele está localizado na posição orbital de 17,8 graus de longitude oeste e é operado pela Paradigm Secure Communications para o MoD. O satélite foi baseado na plataforma Eurostar-3000S e sua expectativa de vida útil é de 15 anos.

## Lançamento
O satélite foi lançado com sucesso ao espaço no dia 11 de março de 2007, às 22:06 UTC, por meio de um veículo Ariane-5ECA, a partir do Centro Espacial de Kourou na Guiana Francesa, juntamente com o satélite Türksat 3A. Ele tinha uma massa de lançamento de 4.638 kg.

## Capacidade e cobertura
O Skynet 5C é equipado com 15 transponders de banda X e UHF ativos que prestam serviços para o Ministério britânico da Defesa (MoD).